# 福岡吉清
福岡 吉清（ふくおか よしきよ）は、戦国時代から安土桃山時代にかけての武将。朝倉氏の家臣。通称は三郎右衛門尉。官途名は石見守。

## 略歴
福岡氏の出自は不明だが、吉清は永正3年（1506年）の九頭竜川の戦いで敵将の法花院を討ち取った福岡七郎兵衛尉の孫であるとされる。
吉清は朝倉義景の奏者として活躍し、弘治元年（1555年）、朝倉宗滴が加賀一向一揆を討伐するため加賀に侵攻した際、吉清は菅生口に布陣した。このとき、河北郡の一揆勢の小原・高坂らに攻められたが、吉清は虎口から討って出て一揆勢を追い散らした。なお、この戦いで弟の福岡五郎右衛門尉吉澄が戦死している。
永禄4年（1561年）、義景が三里浜で犬追物を興行した際、吉清も兵を率いて参加した。また、同10年（1567年）以降は名乗りを官途名である石見守に改めている。
義景は側室である小宰相を館に住まわせ、阿君丸と2人の息女を出産した際、吉清を乳母父としたが、『賀越闘諍記』によると、阿君丸が急死した際、吉清は髻を切り、紅涙で袖を絞るほど悲しんだと伝えられる。
天正元年（1573年）8月、織田信長に敗れた義景が一乗谷から大野へ落ち延びる際、吉清は義景から息女2人を託され、姉の方は出家させ、妹は教如の室として本願寺に届けるよう命じられた。しかし一行が豊原寺に落ち延びる途中、板倉村（現在の福井県丸岡町）で土民に襲われ、吉清は討死した。
なお、逃げ延びた息女は吉田郡河合郷の八杉喜兵衛なる者が救出し、本願寺へ送り届けられたという。